# Laiyuan
Laiyuan är ett härad som lyder under Baoding i Hebei-provinsen i norra Kina.